# Alpine County
Alpine County är ett administrativt område i delstaten Kalifornien, USA. Den administrativa huvudorten (county seat) är Markleeville. Alpine har endast 1 175 invånare (2010). Alpine County är Kaliforniens minsta county om man räknar på invånarna.

## Geografi

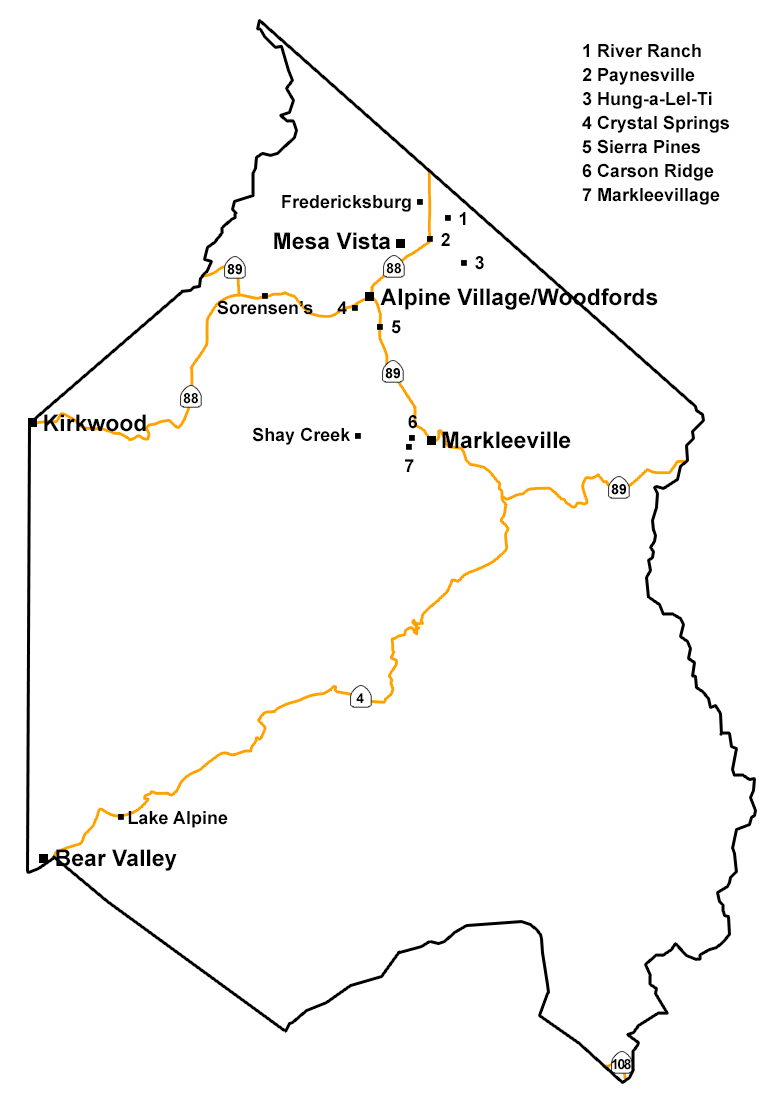
Karta över platser inom Alpine County

Enligt United States Census Bureau har countyt en total area på 1 925 km². 1 913 km² av den arean är land och 12 km² är vatten.

### Angränsande countyn
- Mono County, Kalifornien - öst
- Tuolumne County, Kalifornien - syd
- Calaveras County, Kalifornien - sydväst
- Amador County, Kalifornien - väst
- El Dorado County, Kalifornien - nordväst
- Douglas County, Nevada - nord